# Milka Planinc

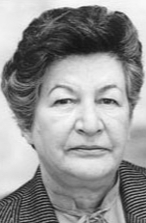
Milka Planinc

Milka Planinc (serbokroatisch-kyrillisch Милка Планинц; * 21. November 1924 in Drniš, Königreich der Serben, Kroaten und Slowenen; † 7. Oktober 2010 in Zagreb, Kroatien) war eine jugoslawische Politikerin (Ministerpräsidentin 1982–1986).

## Leben
Milka Planinc schloss sich nach der deutschen Besetzung des Landes 1941 den Partisanen an, 1944 trat sie der Kommunistischen Partei Jugoslawiens bei, Vorgängerin des Bundes der Kommunisten Jugoslawiens (BdKJ). Nach Kriegsende besuchte sie die Höhere Verwaltungsschule in Zagreb. Ab 1959 gehörte sie dem Zentralkomitee des Bundes der Kommunisten Kroatiens (Teil des föderalistisch organisierten BdKJ) an, 1963–1965 war sie Kultusministerin der Sozialistischen Republik Kroatien.
Als Nachfolgerin der wegen der Unterstützung des Kroatischen Frühlings abgesetzten Savka Dabčević-Kučar wurde sie am 13. Dezember 1971 Parteichefin des Bundes der Kommunisten Kroatiens.
Am 15. Mai 1982 wurde sie als erste Frau Vorsitzende des Bundesexekutivrates (also Ministerpräsidentin bzw. Regierungschefin) der Sozialistischen Föderativen Republik Jugoslawien. Dieses Amt wurde immer auf vier Jahre übertragen.
Stationen der Auslandsreisen während ihrer Amtszeit als Ministerpräsidentin waren unter anderem das Vereinigte Königreich, Bulgarien, Frankreich, Vereinigte Staaten, Sowjetunion, DDR und Österreich. Mit dem deutschen Bundeskanzler Helmut Kohl traf sie bei dessen Jugoslawien-Besuch im Juni 1985 zusammen.

## Schriften
- Savez Komunista Jugoslavije u socijalističkom samoupravljanju (Der Bund der Kommunisten Jugoslawiens in der sozialistischen Selbstverwaltung), 1982